# پل گانگ دونگ
پل گانگ دونگ پلی بر فراز رود هان (کره جنوبی) است و شهر گوری و ناحیه گانگ دونگ سئول را به هم متصل می‌کند. این پل بخشی از بزرگراه کمربندی سئول است.